# Pound-force per square inch

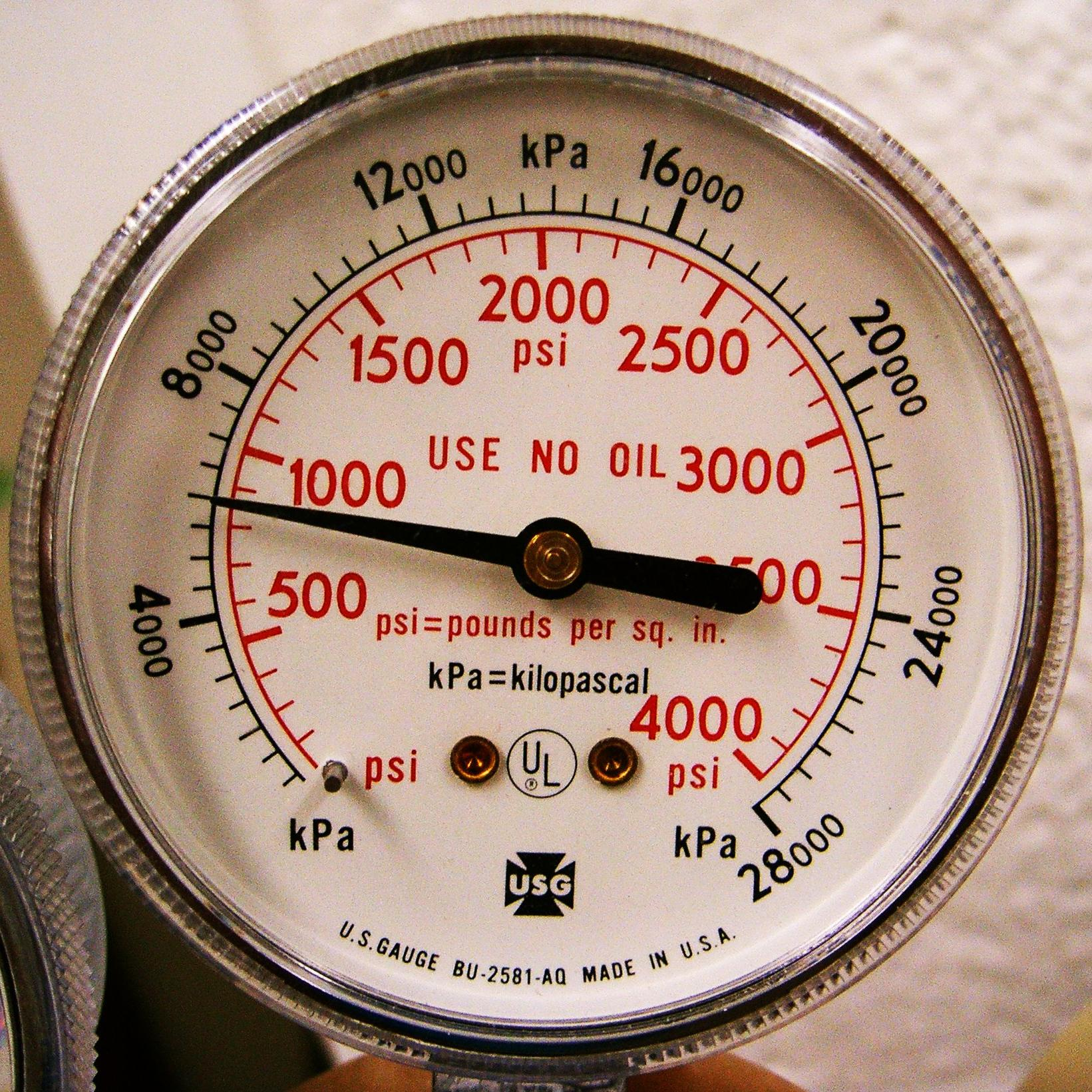
Anzeige auf der Rundskala eines Manometers mit den Maßeinheiten psi und kPa

Pound-force per square inch („Pfund-Kraft pro Quadratzoll“) oder pounds per square inch („Pfund pro Quadratzoll“) ist eine in den USA gebräuchliche Maßeinheit des Drucks. Es handelt sich um eine Einheit des angloamerikanischen Maßsystems, die nicht zum internationalen Einheitensystem (SI) gehört. Sie wird in den USA bei Druckangaben im Alltag verwendet, z. B. beim Reifendruck.
In der Wissenschaft dagegen wird meist die SI-Einheit Pascal verwendet.

## Definition
Pound-force per square inch ist definiert als der Druck, den die Gewichtskraft einer Masse von einem angloamerikanischen Pfund (lb) bei Normfallbeschleunigung auf eine Fläche von einem Quadratzoll ausübt. Die Bezeichnung der Einheit ist lb.p.sq.in., p.s.i. oder kurz psi. Dies steht abkürzend für „pound-force per square inch“.
Umrechnung in andere Einheiten des angloamerikanischen Maßsystems:
1 lb.p.sq.in. = 1 psi

= 144 lb.p.sq.ft

= 1/2000 tn.sh.p.sq.in

= 1/2240 tn.p.sq.in
Mit den Umrechnungen
- {\displaystyle g_{n}=9{,}80665\;\mathrm {m} /\mathrm {s} ^{2}}
- {\displaystyle 1\;\mathrm {lb} =0{,}45359237} kg
- 1″ = 1 in = 2,54 cm (1 Zoll)

ergibt sich der Umrechnungsfaktor von psi in das internationale Einheitensystem:
{\displaystyle {\begin{aligned}1\,\mathrm {psi} \;&=\;1\,\mathrm {\frac {lb_{f}}{in^{2}}} \\&=\;1\,{\frac {\mathrm {lb} \cdot g_{n}}{\mathrm {in} ^{2}}}\\&\approx \;6\,895\;\mathrm {Pa} \\&\approx \;0{,}07\;\mathrm {bar} \end{aligned}}}
mit den Einheiten Pascal und bar.
In umgekehrter Richtung ist der Umrechnungsfaktor:
{\displaystyle \mathrm {1\,Pa} \approx 1{,}4504\cdot 10^{-4}\;\mathrm {psi} }

{\displaystyle \mathrm {1\,bar} \approx 14{,}5\;\mathrm {psi} }

## Verwendung
Häufig wird die Einheit angegeben mit:
- psia (pounds-force per square inch absolute) für den Absolutdruck oder
- psig (pounds-force per square inch gauge) für den relativen Druck (Überdruck),

um schon alleine mit der Bezeichnung den Anwendungsfall bzw. die Druckmessmethode zu
charakterisieren, entsprechend den – veralteten – deutschen Bezeichnungen
- ata für Atmosphäre absolut bzw.
- atü für Atmosphäre Überdruck.

Bei größeren Drücken oder Spannungen wird in manchen Fällen die Einheit kilopound per square inch (ksi) (1 ksi = 1000 psi) verwendet.